# Prunus mahaleb
El cerezo de Santa Lucía (Prunus mahaleb) es un arbusto de la familia de las rosáceas.

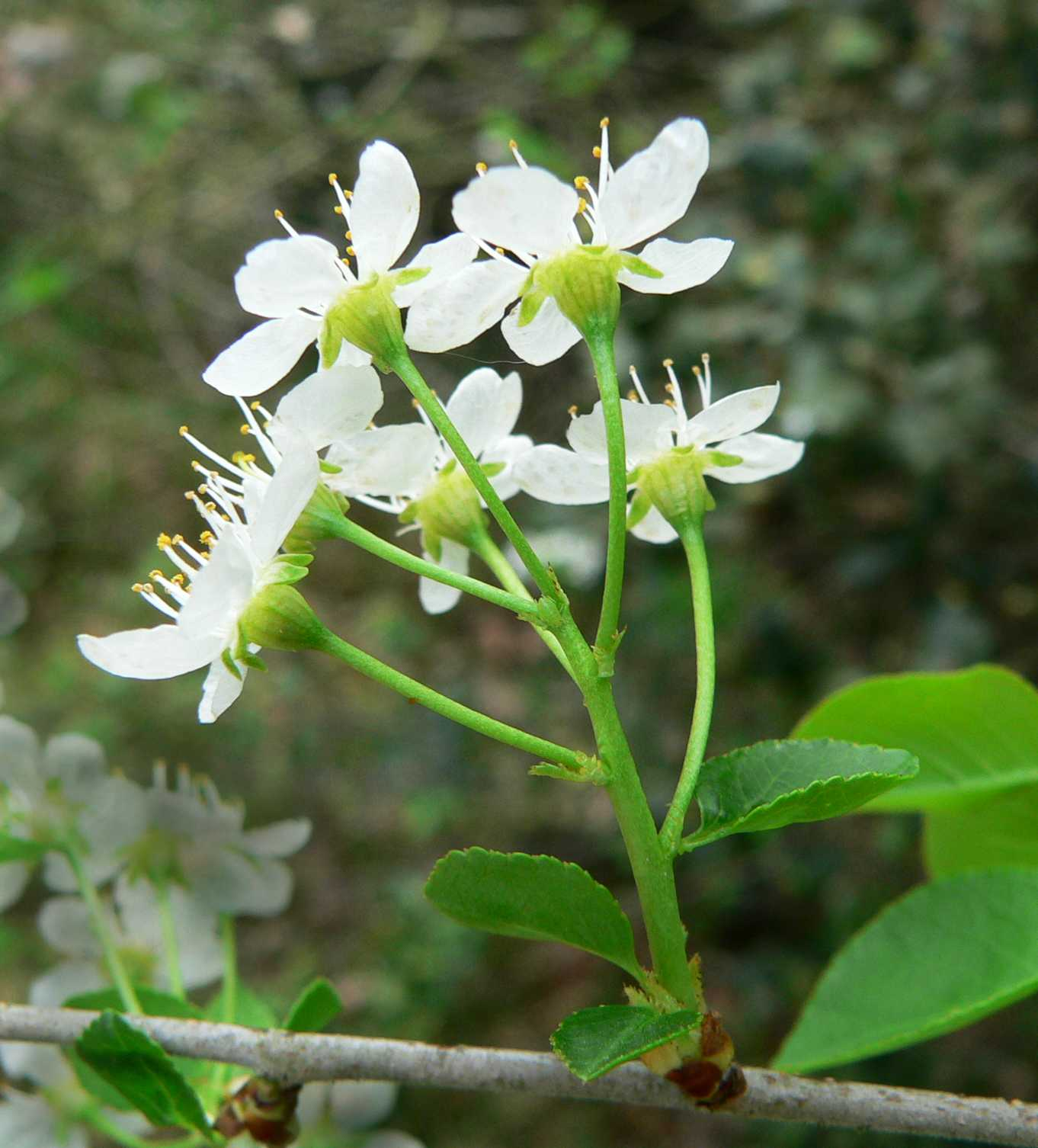
Flores.

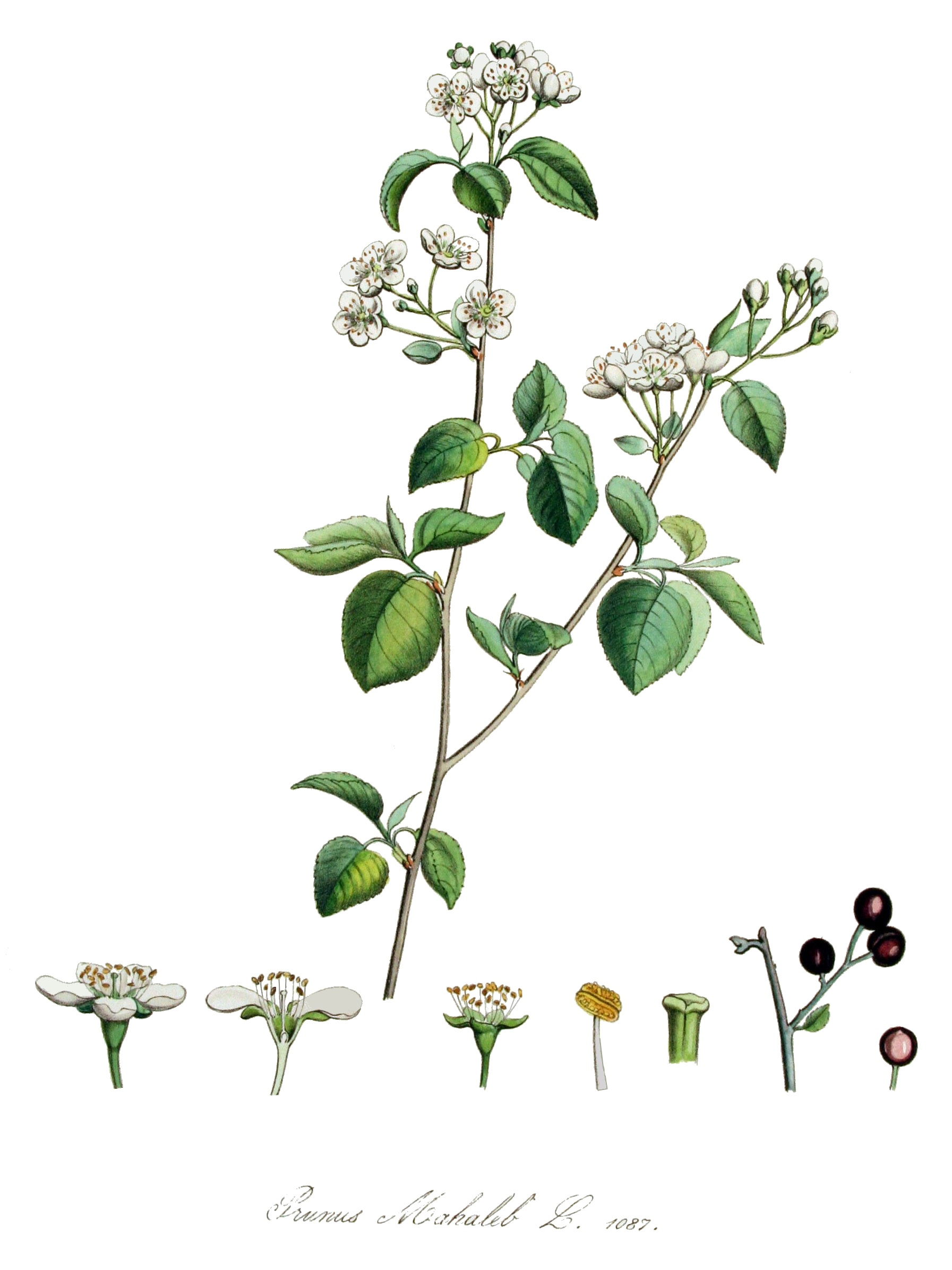
Ilustración.

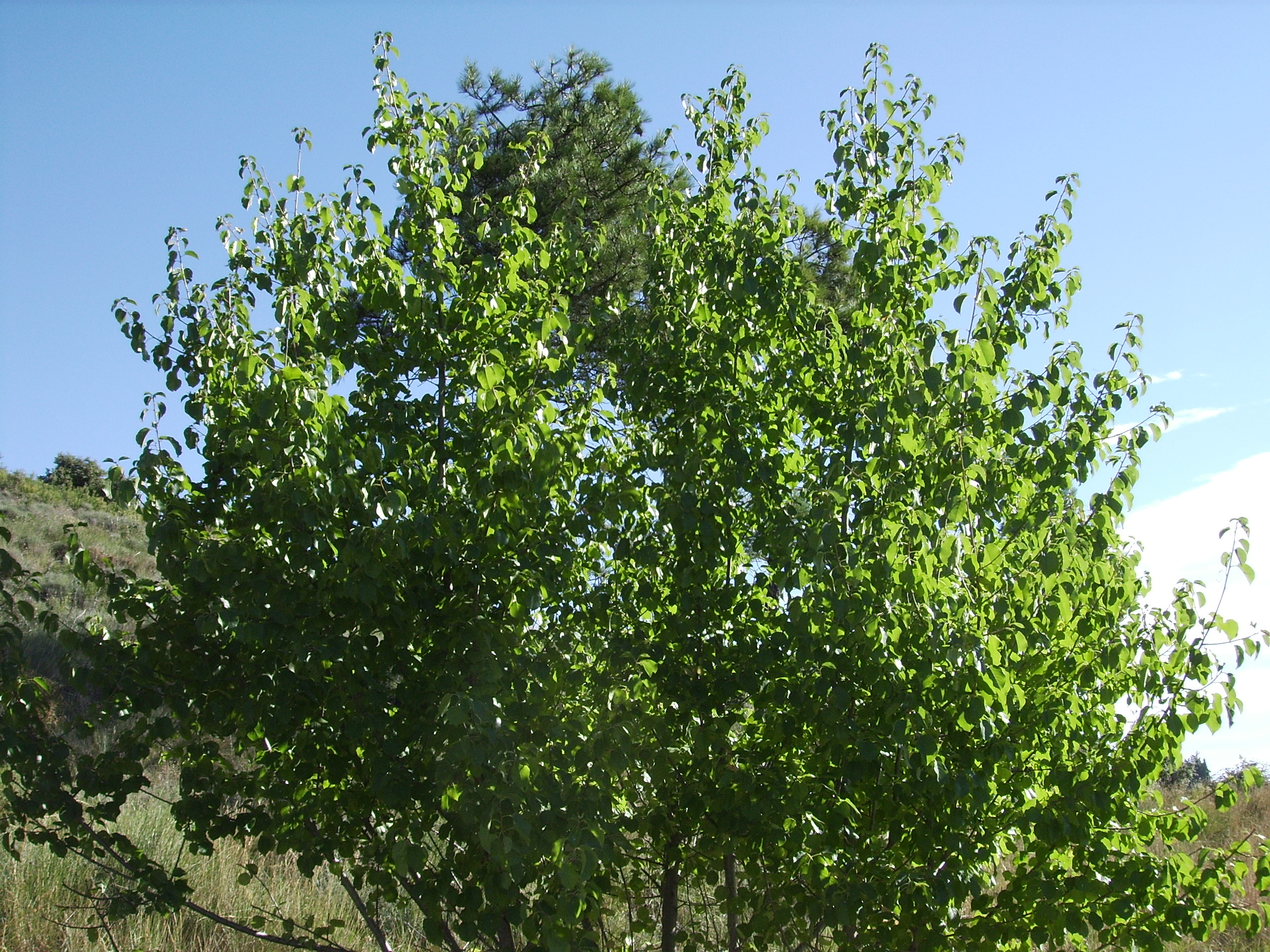
Vista del árbol.

## Descripción
El marel o cerecino es un arbusto caducifolio de poca altura, en torno a 5 metros, con una corteza pardo grisácea. Las hojas son simples y alternas, acorazonadas con el borde dentado. Las flores son de color blanco y aparecen en racimo. Los frutos son pequeñas drupas negras en racimos con pulpa rojiza de sabor amargo.
La madera posee un buen olor, de color blanco en la albura y rojiza en el duramen. Muy densa con crecimiento uniforme. Se empleaba para hacer cofres. En algunos países del centro de Europa se planta el marel para conseguir madera para las pipas de fumador.
Se utiliza también como planta ornamental debido a su profusa floración. Se multiplica por semilla o esqueje de más de dos años.

## Hábitat
El marel es una especie submediterránea que medra en terrenos calizos y pedregosos. Forma parte de espinares y orlas de bosque. También aparece en claros de carrascales y robledales.

## Distribución
Se distribuye por el norte de África y por el centro y sur de Europa. En España aparece en el norte, cordillera Cantábrica, montañas de Burgos, en los enebrales de Soria y en sierras de la mitad oriental hasta Andalucía.

## Historia de mahaleb en el uso humano
En árabe محلب Mahlab significa "la cereza", mahaleb está en los escritos árabes medievales citado entre otros por Al-Razi (fallecido en 930), Ibn al-Baitar (fallecido en 1248) e Ibn al-Awwam. Ibn Al-Awwam en su libro sobre la agricultura fechada a finales del siglo XII se describe la forma de cultivar el árbol mahaleb: él dice que el árbol es una planta vigorosa, de fácil cultivo, pero una cosa a tener en cuenta es que no es resistente a la sequía prolongada. También describió cómo preparar las semillas mahaleb al hervirlas en agua con azúcar. La palabra, y probablemente el propio mahaleb, no aparece en el latín clásico, ni principios o mediados del latín medieval, y es poco frecuente en latín tardío medieval. Un registro temprano en latín es el año 1317 en una enciclopedia editada por Matteo Silvatico quien escribió que la " mahaleb "es la semilla de almendra del fruto de ambos árboles domesticados y salvajes de la cereza en los países árabes. Otro registro temprano en latín está en una libro médico-botánico de Ioannis Mesuae en 1479 deletreó almahaleb (donde " al- " es el artículo definido árabe). En 1593 el botánico Carolus Clusius deletreó Mahaleb.  Hoy en día su cultivo y uso se limita en gran parte a la región que en los siglos XIX y anteriores formó parte del Imperio otomano. Siria es el principal país exportador.

## Taxonomía
Prunus mahaleb fue descrita por Carlos Linneo y publicado en Species Plantarum 1: 474, en el año 1753.
Etimología
Ver: Prunus: Etimología
mahaleb: epíteto que es el nombre de cereza en árabe.
Citología
Número de cromosomas de Prunus mahaleb (Fam. Rosaceae) y táxones infraespecíficos: n=8; 2n=16
Híbridos
- Prunus × fontanesiana (Spach) C.K.Schneid.
- Prunus × javorkae Kárpáti

Sinonimia
- Cerasus mahaleb (L.) Mill.
- Druparia mahaleb (L.) Clairv.
- Padellus mahaleb (L.) Vassilcz.
- Padus mahaleb (L.) Borkh.
- Prunus odorata Lam.[10][11]

## Nombres comunes
- Castellano: abanera, árbol de Santa Lucía, arto cutio, cerecillo, cerecino, cerezo de Mahoma, cerezo de puerto, cerezo de Santa Andalucía, cerezo de Santa Lucía, cerezo silvestre, guinda silvestre, mahaleb, maleino, ollarán, palo durillo, palo duro, pudriera.[11]